# Сражение при Сен-Дени (1678)
Сражение при Сен-Дени (фр. Bataille de Saint-Denis) — сражение между французской армией под командованием маршала Люксембурга и голландской армией Вильгельма III Оранского у деревни Сен-Дени близ Монса в 1678 году. Это было последнее сражение Голландской войны.

## Битва
Мирный договор между Францией и Испанией ещё не был подписан, и французы решили, пользуясь неспешностью испанцев, занять Монс. В свою очередь голландцы, почувствовав поддержку англичан, также собирались добиться наилучших условий мира, и на помощь городу двинулись войска Вильгельма Оранского, стоявшие под Брюсселем. 13 августа был заключен неофициальный мир между сторонами. Утром 14 августа маршал Люксембург получил известие об этом и уже собирался переслать письмо в голландский лагерь, когда узнал, что Вильгельм III подошёл со своей армией, и почувствовал, что честь вынуждает его принять вызов.
Кровавый бой состоялся у деревни Сен-Дени, на небольшом расстоянии от Монса. Как только маршал Люксембург убедился, что Оранский нападает на него, он приказал четырем батальонам французской гвардии занять проход через аббатство Сен-Дени-ан-Брокеруа, а два других батальона разместил в дефиле Кастио. Первые четверо захватили вершину холма напротив аббатства и, бросившись на неприятеля, спугнули его и взяли его орудия, поддержав в течение семи часов сильный огонь. За это время жестоко расправились и с войсками, охранявшими тыл дефиле. Кровопролитный бой произошел между Тьези, Касто и Сен-Дени. Ночь положила конец боям; французы остались хозяевами всего поля боя, за исключением аббатства Сен-Дени.
Формально битва завершилась вничью, однако Вильгельм все-таки достиг своей цели: Люксембург снял осаду Монса, и 17 сентября был подписан мирный договор между Францией и Испанией. Битва была одной из самых неоднозначных по своим результатам за всю войну. Каждая сторона потеряла около 2000 солдат.
В битве приняли участие Джеймс Скотт, 1-й герцог Монмут, незаконный сын Карла I, Менно ван Кугорн («голландский Вобан») и будущий маршал Хендрик Оверкирк, которые, как гласит легенда, спас жизнь Вильгельму III во время боя, застрелив французского солдата, уже направившего свой пистолет в грудь принца.